# الرقابة على الإنترنت في تونس
تراجعت الرقابة على الإنترنت في تونس  بشكل ملحوظ منذ رحيل الرئيس المخلوع زين العابدين بن علي، بفضل قرار الحكومة التونسية القاضي بإزالة المرشحات على الشبكات الاجتماعية مثل فيس بوك وتويتر.
نجاح ثورة 2011 عرض في الواقع فرصة لإقامة مزيد من حرية التعبير في تونس، البلد الذي عاش تحت رقابة صارمة، ضاربا بالأساس وسائل الاتصالات عبر الإنترنت. وهكذا، في أعقاب ثورات الربيع العربي، سحبت منظمة مراسلون بلا حدود تونس ومصر من قائمة «أعداء الإنترنت» لوضعهم على قائمة «الدول تحت المراقبة».

## مقالات ذات صلة
- سيب صالح
- اليوم الوطني لحرية الإنترنت
- الرقابة في تونس
- الإنترنت في تونس